# Azumanga Daioh
Azumanga Daioh (あずまんが大王; Hepburn: Azumanga Daiō) egy japán yonkoma vígjáték manga sorozat, melyet Kiyohiko Azuma írt és illusztrált. A sorozat 1999 februárjától 2002 májusáig jelent meg a MediaWorks havi magazinjában, a Dengeki Daioh-ban; 2009 májusában a manga tizedik évfordulója alkalmából három további fejezet jelent meg a Shogakukan Monthly Shōnen Sunday-ben. A mangát először az ADV Manga, adta ki angolul, majd később a Yen Press adta ki újra.
Az Azumanga Daioh című anime televíziós adaptációja: The Animation címmel J.C.Staff készítette, és 2002 áprilisa és szeptembere között sugározták Japánban, amely 130 négyperces részből állt, 26 epizódba összeállítva. Az összeállított epizódokat DVD-n és Universal Media Discen (UMD) a Starchild Records adta ki, angol nyelvű változatát pedig az ADV Films készítette. A sorozat előtt egy színházi rövidfilm és egy eredeti netanimáció is készült. Számos filmzenealbum, valamint három Azumanga Daioh videójáték jelent meg.

## Fordítás
Ez a szócikk részben vagy egészben  az   Azumanga Daioh című angol Wikipédia-szócikk ezen változatának fordításán alapul.  Az eredeti cikk szerkesztőit annak laptörténete sorolja fel. Ez a jelzés csupán a megfogalmazás eredetét és a szerzői jogokat jelzi, nem szolgál a cikkben szereplő információk forrásmegjelöléseként.